# Eugène Koffi Kouamé
Eugène Koffi Kouamé (* 7. Februar 1988 in Port-Bouët, Abidjan, Elfenbeinküste; † 10. Juli 2017) war ein ivorischer Fußballspieler.

## Karriere
Kouame startete seine Karriere mit CFAS Port-Bouët. 2006 schloss er sich dem AS Agir an und startete seine Profikarriere. In Guibéroua spielte er jedoch nur eine Saison und schloss sich bereits im Frühjahr 2007 dem Côte d'Ivoire-Premier-Division-Verein Société Omnisports de l’Armée an. Nachdem er sich bei der SOA zum Goalgetter entwickelt hatte, wurde er im Frühjahr 2008 zum ägyptischen Vizemeister Zamalek SC verkauft. In Ägypten kam er jedoch nicht so recht zum Zuge und spielte nur drei Spiele, bis er zur Elfenbeinküste zum ASEC Mimosas zurückkehrte. Er spielte für ASEC Abidjan zwei Jahre und kam vorwiegend als Einwechselspieler zum Einsatz. Er entschloss sich daher den Verein zu verlassen und schloss sich im Frühjahr 2010 den Premier-Division-Rivalen Séwé Sports de San Pedro an.
Es folgten Stationen bei Sewe Sports und FC Hiré. Beim Côte d’Ivoire Premier Division Aufsteiger FC Hiré erzielte er bis zum Sommer 2010 nur ein Tor und ging im August 2010 nach Nord-Zypern zu Düzkaya KOSK.
Am 15. Januar 2011 wurde er von seinem Verein Düzkaya KOSK zum Telsim-Super-League-Verein Lefke TSK verkauft. Im Juli 2011 absolvierte er ein Probetraining in der Türkei mit Boluspor, der ihn am 28. Juli 2011 unter Vertrag nahm. Am 4. Januar 2012 wurde sein Vertrag beim türkischen Boluspor aufgelöst und er wechselte in die russische 1. Division zu FC SKA Energia Khabarovsk.
Kouamé erzielte nach seinem Wechsel nach Russland 4 Tore in 10 Spielen für FC SKA Energia Khabarovsk und kehrte im Januar 2013 zu seinem ehemaligen Verein Lefke TSK zurück.